# Đội tuyển bóng đá quốc gia Iceland
Đội tuyển bóng đá quốc gia Iceland (tiếng Iceland: Íslenska karlalandsliðið í knattspyrnu) là đội tuyển cấp quốc gia của Iceland do Hiệp hội bóng đá Iceland quản lý.
Trận thi đấu quốc tế đầu tiên của đội tuyển Iceland là trận gặp đội tuyển Đan Mạch vào năm 1946.
Đội đã một lần tham dự giải vô địch bóng đá châu Âu là vào năm 2016 và gây chấn động lớn khi lọt vào vòng tứ kết của giải đấu này ở ngay lần đầu tham dự. Đội cũng đã một lần tham dự giải vô địch bóng đá thế giới là vào năm 2018. Tại giải năm đó, đội chỉ có 1 trận hòa trước Argentina, thua 2 trận trước Nigeria và Croatia, do đó dừng bước ở vòng bảng.

## Thành tích tại các giải đấu

### Giải vô địch thế giới
| Năm           | Thành tích               | Số trận                  | Thắng                    | Hòa                      | Thua                     | Bàn thắng                | Bàn thua                 |
| ------------- | ------------------------ | ------------------------ | ------------------------ | ------------------------ | ------------------------ | ------------------------ | ------------------------ |
| 1930 đến 1950 | Không tham dự            | Không tham dự            | Không tham dự            | Không tham dự            | Không tham dự            | Không tham dự            | Không tham dự            |
| 1954          | FIFA không cho tham dự   | FIFA không cho tham dự   | FIFA không cho tham dự   | FIFA không cho tham dự   | FIFA không cho tham dự   | FIFA không cho tham dự   | FIFA không cho tham dự   |
| 1958          | Không vượt qua vòng loại | Không vượt qua vòng loại | Không vượt qua vòng loại | Không vượt qua vòng loại | Không vượt qua vòng loại | Không vượt qua vòng loại | Không vượt qua vòng loại |
| 1962 đến 1970 | Không tham dự            | Không tham dự            | Không tham dự            | Không tham dự            | Không tham dự            | Không tham dự            | Không tham dự            |
| 1974 đến 2014 | Không vượt qua vòng loại | Không vượt qua vòng loại | Không vượt qua vòng loại | Không vượt qua vòng loại | Không vượt qua vòng loại | Không vượt qua vòng loại | Không vượt qua vòng loại |
| 2018          | Vòng 1                   | 3                        | 0                        | 1                        | 2                        | 2                        | 5                        |
| 2022          | Không vượt qua vòng loại | Không vượt qua vòng loại | Không vượt qua vòng loại | Không vượt qua vòng loại | Không vượt qua vòng loại | Không vượt qua vòng loại | Không vượt qua vòng loại |
| 2026 đến 2034 | Chưa xác định            | Chưa xác định            | Chưa xác định            | Chưa xác định            | Chưa xác định            | Chưa xác định            | Chưa xác định            |
| Tổng cộng     | 1/21 1 lần vòng bảng     | 3                        | 0                        | 1                        | 2                        | 2                        | 5                        |

### Giải vô địch châu Âu
Iceland mới có một lần tham dự vòng chung kết Giải vô địch bóng đá châu Âu năm 2016. Ở lần tham dự đầu tiên này đội đã vào được đến tứ kết sau khi bất ngờ thắng Anh ở vòng 16 đội.
| Năm           | Thành tích               | Số trận                  | Thắng                    | Hòa                      | Thua                     | Bàn thắng                | Bàn thua                 |
| ------------- | ------------------------ | ------------------------ | ------------------------ | ------------------------ | ------------------------ | ------------------------ | ------------------------ |
| 1960          | Không tham dự            | Không tham dự            | Không tham dự            | Không tham dự            | Không tham dự            | Không tham dự            | Không tham dự            |
| 1964          | Không vượt qua vòng loại | Không vượt qua vòng loại | Không vượt qua vòng loại | Không vượt qua vòng loại | Không vượt qua vòng loại | Không vượt qua vòng loại | Không vượt qua vòng loại |
| 1968 đến 1972 | Không tham dự            | Không tham dự            | Không tham dự            | Không tham dự            | Không tham dự            | Không tham dự            | Không tham dự            |
| 1976 đến 2012 | Không vượt qua vòng loại | Không vượt qua vòng loại | Không vượt qua vòng loại | Không vượt qua vòng loại | Không vượt qua vòng loại | Không vượt qua vòng loại | Không vượt qua vòng loại |
| 2016          | Tứ kết                   | 5                        | 2                        | 2                        | 1                        | 8                        | 9                        |
| 2020          | Không vượt qua vòng loại | Không vượt qua vòng loại | Không vượt qua vòng loại | Không vượt qua vòng loại | Không vượt qua vòng loại | Không vượt qua vòng loại | Không vượt qua vòng loại |
| 2024          | Không vượt qua vòng loại | Không vượt qua vòng loại | Không vượt qua vòng loại | Không vượt qua vòng loại | Không vượt qua vòng loại | Không vượt qua vòng loại | Không vượt qua vòng loại |
| 2028          | Chưa xác định            | Chưa xác định            | Chưa xác định            | Chưa xác định            | Chưa xác định            | Chưa xác định            | Chưa xác định            |
| 2032          | Chưa xác định            | Chưa xác định            | Chưa xác định            | Chưa xác định            | Chưa xác định            | Chưa xác định            | Chưa xác định            |
| Tổng cộng     | 1/12 1 lần tứ kết        | 5                        | 2                        | 2                        | 1                        | 8                        | 9                        |

### UEFA Nations League
| Thành tích tại UEFA Nations League | Thành tích tại UEFA Nations League | Thành tích tại UEFA Nations League | Thành tích tại UEFA Nations League | Thành tích tại UEFA Nations League | Thành tích tại UEFA Nations League | Thành tích tại UEFA Nations League | Thành tích tại UEFA Nations League | Thành tích tại UEFA Nations League | Thành tích tại UEFA Nations League | Thành tích tại UEFA Nations League |
| Năm                                | Hạng đấu                           | Bảng                               | Pld                                | W                                  | D                                  | L                                  | GF                                 | GA                                 | Thứ hạng                           |                                    |
| ---------------------------------- | ---------------------------------- | ---------------------------------- | ---------------------------------- | ---------------------------------- | ---------------------------------- | ---------------------------------- | ---------------------------------- | ---------------------------------- | ---------------------------------- | ---------------------------------- |
| 2018–19                            | A                                  | 2                                  | 4                                  | 0                                  | 0                                  | 4                                  | 1                                  | 13                                 | 12th                               |                                    |
| 2020–21                            | A                                  | 2                                  | 6                                  | 0                                  | 0                                  | 6                                  | 3                                  | 17                                 | 16th                               |                                    |
| 2022–23                            | B                                  | 2                                  | 4                                  | 0                                  | 4                                  | 0                                  | 6                                  | 6                                  | 23rd                               |                                    |
| Tổng cộng                          | Tổng cộng                          | Tổng cộng                          | 14                                 | 0                                  | 4                                  | 10                                 | 10                                 | 36                                 | 12th                               |                                    |

## Đội hình
Dưới đây là đội hình tham dự cúp Baltic 2022.

Số liệu thống kê tính đến ngày 19 tháng 11 năm 2022, sau trận gặp Latvia.

| Số | VT | Cầu thủ                      | Ngày sinh (tuổi)  | Trận | Bàn | Câu lạc bộ      |
| -- | -- | ---------------------------- | ----------------- | ---- | --- | --------------- |
|    | TM | Rúnar Alex Rúnarsson         | 18 tháng 2, 1995  | 20   | 0   | Alanyaspor      |
|    | TM | Elías Rafn Ólafsson          | 11 tháng 3, 2000  | 4    | 0   | Midtjylland     |
|    | TM | Patrik Gunnarsson            | 15 tháng 11, 2000 | 2    | 0   | Viking          |
|    |    |                              |                   |      |     |                 |
|    | HV | Aron Gunnarsson (đội trưởng) | 22 tháng 4, 1989  | 100  | 2   | Al-Arabi        |
|    | HV | Hörður Björgvin Magnússon    | 11 tháng 2, 1993  | 44   | 2   | Panathinaikos   |
|    | HV | Sverrir Ingi Ingason         | 5 tháng 8, 1993   | 40   | 3   | PAOK            |
|    | HV | Alfons Sampsted              | 6 tháng 4, 1998   | 14   | 0   | Bodø/Glimt      |
|    | HV | Daníel Leó Grétarsson        | 2 tháng 10, 1995  | 12   | 0   | Śląsk Wrocław   |
|    | HV | Davíð Kristján Ólafsson      | 15 tháng 5, 1995  | 11   | 0   | Kalmar          |
|    | HV | Valgeir Lunddal Friðriksson  | 24 tháng 9, 2001  | 4    | 0   | Häcken          |
|    |    |                              |                   |      |     |                 |
|    | TV | Birkir Bjarnason (đội phó)   | 27 tháng 5, 1988  | 113  | 15  | Adana Demirspor |
|    | TV | Jóhann Berg Guðmundsson      | 27 tháng 10, 1990 | 82   | 8   | Burnley         |
|    | TV | Arnór Sigurðsson             | 15 tháng 5, 1999  | 25   | 2   | Norrköping      |
|    | TV | Jón Dagur Þorsteinsson       | 26 tháng 11, 1998 | 24   | 4   | OH Leuven       |
|    | TV | Mikael Anderson              | 1 tháng 7, 1998   | 18   | 2   | AGF             |
|    | TV | Ísak Bergmann Jóhannesson    | 23 tháng 3, 2003  | 17   | 3   | Copenhagen      |
|    | TV | Aron Elís Þrándarson         | 10 tháng 11, 1994 | 17   | 1   | OB              |
|    | TV | Þórir Jóhann Helgason        | 28 tháng 9, 2000  | 16   | 2   | Lecce           |
|    | TV | Stefán Teitur Þórðarson      | 16 tháng 10, 1998 | 15   | 1   | Silkeborg       |
|    | TV | Mikael Egill Ellertsson      | 11 tháng 3, 2002  | 10   | 0   | Spezia          |
|    | TV | Hákon Arnar Haraldsson       | 10 tháng 4, 2003  | 7    | 0   | Copenhagen      |
|    |    |                              |                   |      |     |                 |
|    | TĐ | Sveinn Aron Guðjohnsen       | 12 tháng 5, 1998  | 17   | 1   | Elfsborg        |
|    | TĐ | Andri Guðjohnsen             | 29 tháng 1, 2002  | 12   | 2   | Norrköping      |

### Triệu tập gần đây
| Vt | Cầu thủ                    | Ngày sinh (tuổi)  | Số trận | Bt | Câu lạc bộ         | Lần cuối triệu tập              |
| -- | -------------------------- | ----------------- | ------- | -- | ------------------ | ------------------------------- |
| TM | Frederik Schram            | 19 tháng 1, 1995  | 6       | 0  | Valur              | v. Hàn Quốc, 11 November 2022   |
| TM | Hákon Rafn Valdimarsson    | 13 tháng 10, 2001 | 3       | 0  | Elfsborg           | v. Hàn Quốc, 11 November 2022   |
| TM | Sindri Kristinn Ólafsson   | 19 tháng 1, 1997  | 0       | 0  | FH                 | v. Hàn Quốc, 11 November 2022   |
| TM | Ingvar Jónsson             | 18 tháng 10, 1989 | 8       | 0  | Víkingur Reykjavík | v. San Marino, 9 June 2022 INJ  |
| TM | Jökull Andrésson           | 25 tháng 8, 2001  | 1       | 0  | Reading            | v. Hàn Quốc, 15 January 2022    |
|    |                            |                   |         |    |                    |                                 |
| HV | Höskuldur Gunnlaugsson     | 26 tháng 9, 1994  | 7       | 0  | Breiðablik         | v. Hàn Quốc, 11 November 2022   |
| HV | Damir Muminovic            | 13 tháng 5, 1990  | 4       | 0  | Breiðablik         | v. Hàn Quốc, 11 November 2022   |
| HV | Hörður Ingi Gunnarsson     | 14 tháng 8, 1998  | 2       | 0  | Sogndal            | v. Hàn Quốc, 11 November 2022   |
| HV | Logi Tómasson              | 13 tháng 9, 2000  | 2       | 0  | Víkingur Reykjavík | v. Hàn Quốc, 11 November 2022   |
| HV | Róbert Orri Þorkelsson     | 3 tháng 4, 2002   | 2       | 0  | Montréal           | v. Hàn Quốc, 11 November 2022   |
| HV | Rúnar Þór Sigurgeirsson    | 28 tháng 12, 1999 | 2       | 0  | Öster              | v. Hàn Quốc, 11 November 2022   |
| HV | Viktor Örn Margeirsson     | 22 tháng 7, 1994  | 1       | 0  | Breiðablik         | v. Hàn Quốc, 11 November 2022   |
| HV | Victor Pálsson             | 30 tháng 4, 1991  | 31      | 1  | D.C. United        | v. Ả Rập Xê Út, 6 November 2022 |
| HV | Hjörtur Hermannsson        | 8 tháng 2, 1995   | 25      | 1  | Pisa               | v. Albania, 27 September 2022   |
| HV | Brynjar Ingi Bjarnason     | 6 tháng 12, 1999  | 14      | 2  | Vålerenga          | v. Israel, 13 June 2022         |
| HV | Atli Barkarson             | 19 tháng 3, 2001  | 4       | 0  | SønderjyskE        | v. Israel, 13 June 2022         |
| HV | Ari Leifsson               | 19 tháng 4, 1998  | 4       | 0  | Strømsgodset       | v. Israel, 13 June 2022         |
| HV | Guðmundur Þórarinsson      | 15 tháng 4, 1992  | 12      | 0  | OFI Crete          | v. Phần Lan, 26 March 2022 INJ  |
| HV | Ísak Ólafsson              | 30 tháng 6, 2000  | 2       | 0  | Esbjerg            | v. Hàn Quốc, 15 January 2022    |
| HV | Finnur Tómas Pálmason      | 12 tháng 2, 2001  | 1       | 0  | KR                 | v. Hàn Quốc, 15 January 2022    |
|    |                            |                   |         |    |                    |                                 |
| TV | Viktor Karl Einarsson      | 30 tháng 1, 1997  | 4       | 0  | Breiðablik         | v. Hàn Quốc, 11 November 2022   |
| TV | Júlíus Magnússon           | 28 tháng 6, 1998  | 3       | 0  | Víkingur Reykjavík | v. Hàn Quốc, 11 November 2022   |
| TV | Viktor Örlygur Andrason    | 5 tháng 2, 2000   | 3       | 0  | Víkingur Reykjavík | v. Hàn Quốc, 11 November 2022   |
| TV | Bjarki Steinn Bjarkason    | 11 tháng 5, 2000  | 2       | 0  | Venezia            | v. Hàn Quốc, 11 November 2022   |
| TV | Dagur Dan Þórhallsson      | 2 tháng 5, 2000   | 2       | 0  | Breiðablik         | v. Hàn Quốc, 11 November 2022   |
| TV | Jónatan Ingi Jónsson       | 15 tháng 3, 1999  | 2       | 0  | Sogndal            | v. Hàn Quốc, 11 November 2022   |
| TV | Valdimar Þór Ingimundarson | 28 tháng 4, 1999  | 2       | 0  | Sogndal            | v. Hàn Quốc, 11 November 2022   |
| TV | Daníel Hafsteinsson        | 12 tháng 11, 1999 | 1       | 0  | KA                 | v. Hàn Quốc, 11 November 2022   |
| TV | Albert Guðmundsson         | 15 tháng 6, 1997  | 33      | 6  | Genoa              | v. Israel, 13 June 2022         |
| TV | Willum Þór Willumsson      | 23 tháng 10, 1998 | 1       | 0  | Go Ahead Eagles    | v. Israel, 2 June 2022 INJ      |
| TV | Arnór Ingvi Traustason     | 30 tháng 4, 1993  | 44      | 5  | Norrköping         | v. Tây Ban Nha, 29 March 2022   |
| TV | Andri Baldursson           | 10 tháng 1, 2002  | 9       | 0  | NEC                | v. Tây Ban Nha, 29 March 2022   |
| TV | Viðar Ari Jónsson          | 10 tháng 3, 1994  | 7       | 0  | Honvéd             | v. Hàn Quốc, 15 January 2022    |
| TV | Alex Þór Hauksson          | 26 tháng 11, 1999 | 4       | 0  | Öster              | v. Hàn Quốc, 15 January 2022    |
| TV | Gísli Eyjólfsson           | 31 tháng 5, 1994  | 4       | 0  | Breiðablik         | v. Hàn Quốc, 15 January 2022    |
| TV | Kristall Máni Ingason      | 18 tháng 1, 2002  | 2       | 0  | Rosenborg          | v. Hàn Quốc, 15 January 2022    |
|    |                            |                   |         |    |                    |                                 |
| TĐ | Óttar Magnús Karlsson      | 21 tháng 2, 1997  | 11      | 2  | Oakland Roots      | v. Hàn Quốc, 11 November 2022   |
| TĐ | Jason Daði Svanþórsson     | 31 tháng 12, 1999 | 3       | 0  | Breiðablik         | v. Hàn Quốc, 11 November 2022   |
| TĐ | Ísak Þorvaldsson           | 1 tháng 5, 2001   | 2       | 0  | Rosenborg          | v. Hàn Quốc, 11 November 2022   |
| TĐ | Danijel Djuric             | 5 tháng 1, 2003   | 1       | 0  | Víkingur Reykjavík | v. Hàn Quốc, 11 November 2022   |
| TĐ | Alfreð Finnbogason         | 1 tháng 2, 1989   | 63      | 15 | Lyngby             | v. Albania, 27 September 2022   |
| TĐ | Hólmbert Friðjónsson       | 19 tháng 4, 1993  | 6       | 2  | Lillestrøm         | v. Israel, 2 June 2022 WD       |
| TĐ | Jón Daði Böðvarsson        | 25 tháng 5, 1992  | 64      | 4  | Bolton Wanderers   | v. Tây Ban Nha, 29 March 2022   |
| TĐ | Brynjólfur Willumsson      | 12 tháng 8, 2000  | 0       | 0  | Kristiansund       | v. Uganda, 12 January 2022 INJ  |